# Françoise de Rimini
Françoise de Rimini, est un opéra en quatre actes avec un prologue et un épilogue composé par Ambroise Thomas sur un livret de Michel Carré et Jules Barbier basé sur un épisode de la Divine Comédie de Dante impliquant Francesca da Rimini. Dernier opéra composé par Ambroise Thomas, il a été créé, le 14 avril 1882, à l'Opéra de Paris avant de sombrer dans l’oubli.

## Distribution de la première

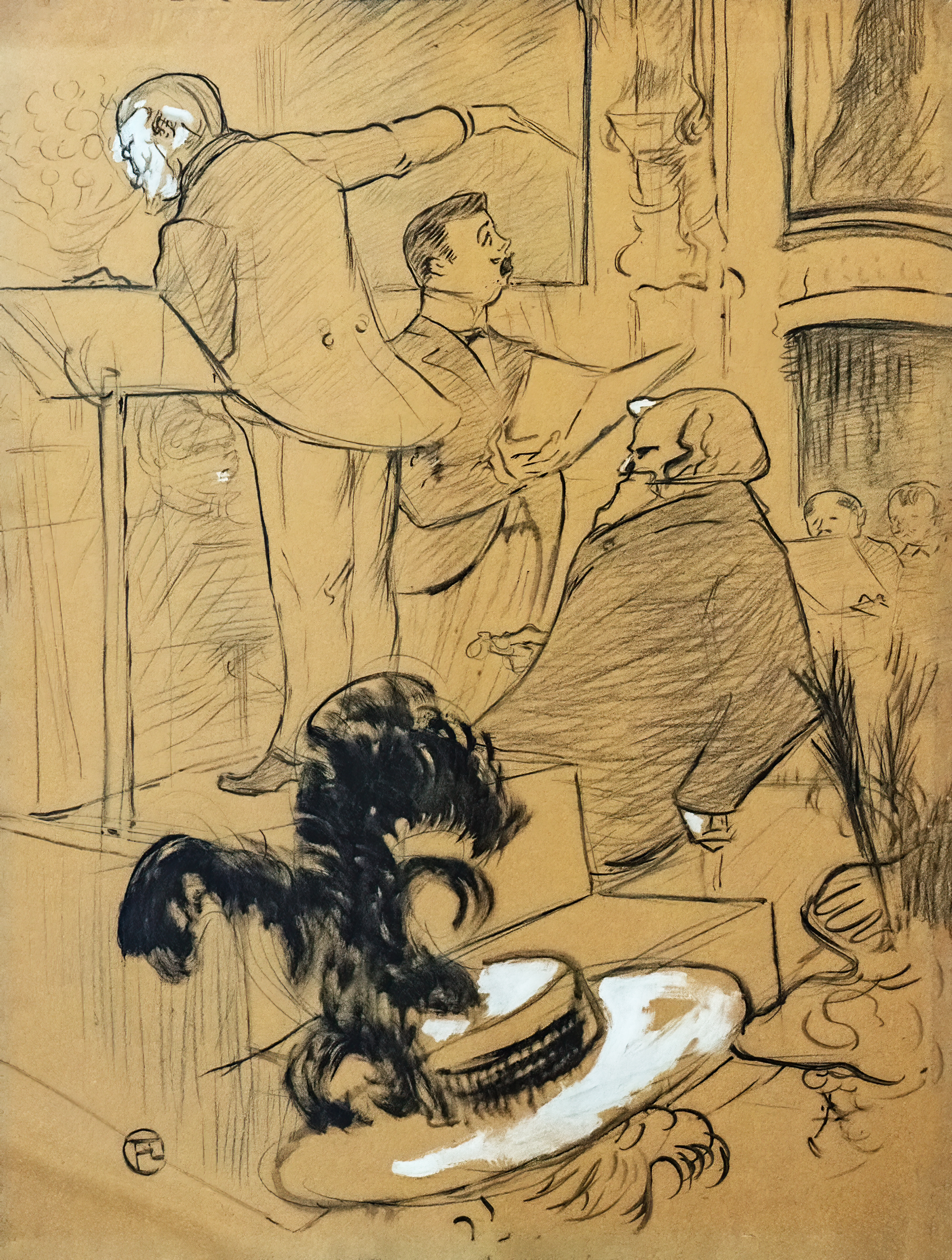
Thomas assis derrière le chef d’orchestre écoutant la répétition d’un concert où a été exécuté le Prologue de l’opéra par Toulouse-Lautrec.

| Rôle                                  | Voix          | Distribution de la première , 14 avril 1882 (direction : Ernest Altès) |
| ------------------------------------- | ------------- | ---------------------------------------------------------------------- |
| Paolo (Malatesta)                     | ténor         | Henri Sellier                                                          |
| Ascanio, son page                     | mezzo-soprano | Renée Richard                                                          |
| Malatesta (Giancotto), frère de Paolo | baryton       | Jean-Louis Lassalle                                                    |
| Francesca                             | soprano       | Caroline Salla                                                         |
| Guido da Polenta, père de Francesca   | basse         | Pierre Gailhard                                                        |
| Beatrice                              | soprano       |                                                                        |
| Dante                                 | basse         | Alfred-Auguste Giraude                                                 |
| Virgile                               | contralto     | Madeleine-Philippine Barbot                                            |
| Un officier                           | basse         | Léon Melchissédec                                                      |
| Chœur d’anges                         |               |                                                                        |

## Contexte
L’histoire est tirée du récit des amours de Francesca da Rimini et de son beau frère, Paolo, lui même inspiré de l’amour de Dante pour Béatrice Portinari.